# فهرست جایزه‌ها و نامزدی‌های آلفرد هیچکاک
در فهرست زیر جوایز و نامزدی‌های دریافت‌شده توسط کارگردان و تهیه‌کننده انگلیسی سِر آلفرد هیچکاک آمده است که دستاوردهای او در صنعت فیلم را شرح می‌دهد.
شش بار نامزدی جایزه اسکار و چهار بار نامزدی امی، برنده هشت جایزه گلدن لورل، دو گلدن گلوب، جایزه یادبود ایروینگ جی تالبرگ، جایزه دستاورد زندگی AFI، جایزه انجمن کارگردانان آمریکا، جایزه انجمن فیلم لینکلن، جایزه هیئت ملی بازبینی فیلم‌های سینمایی، جایزه حلقه منتقدان فیلم نیویورک، و جایزه ساترن.
در انگلستان، از هیچکاک با جایزه فلوشیپ آکادمی بفتا تجلیل شد و ملکه الیزابت دوم او را به عنوان شوالیه فرمانده نشان امپراتوری بریتانیا انتخاب کرد. او علاوه بر سه نامزدی در جشنواره فیلم کن، دو جایزه صدف نقره‌ای بهترین کارگردانی، جشنواره بین‌المللی فیلم سن سباستین اسپانیا، جایزه یوسی در فنلاند، جایزه کینما جونپو در ژاپن، جایزه منشن جشنواره بین‌المللی فیلم لوکارنو در سوئیس و نامزدی شیر طلایی در جشنواره فیلم ونیز ایتالیا.
علاوه بر این، هشت فیلم به کارگردانی هیچکاک در فهرست ملی فیلم ثبت شدند و چهار فیلم از آن‌ها در فهرست ۱۰۰ فیلم برتر تاریخ آمریکا که توسط موسسه فیلم آمریکا منتشر شد (همراه با سرگیجه که به عنوان بهترین فیلم معمایی تا به حال شناخته شد) انتخاب شدند. دو فیلم دیگر او هم در فهرست ۱۰۰ فیلم برتر بریتانیا در قرن بیستم که توسط موسسه فیلم بریتانیا منتشر شد انتخاب شدند.